# گروس نمروو
گروس نمروو (به آلمانی: Groß Nemerow) یک شهر در آلمان است که در Mecklenburgische Seenplatte District واقع شده‌است. گروس نمروو  ۱٬۳۰۹ نفر جمعیت دارد.